# Glenea subteraurescens
Glenea subteraurescens är en skalbaggsart som beskrevs av Stefan von Breuning 1958. Glenea subteraurescens ingår i släktet Glenea och familjen långhorningar.
Artens utbredningsområde är Sulawesi. Inga underarter finns listade i Catalogue of Life.